# Elecciones presidenciales de Gambia de 2016
Las elecciones presidenciales de Gambia se llevaron a cabo el 1 de diciembre de 2016. De manera sorpresiva, el candidato opositor Adama Barrow, propuesto por la coalición electoral conocida como Coalición 2016 derrotó al Presidente Yahya Jammeh, que gobernaba autoritariamente desde el golpe de Estado de 1994. Fue la primera transición presidencial desde ese año, la segunda desde que el país se convirtió en república en 1970, y, exceptuando el intento de Jammeh de perpetuarse en el poder, la primera transición del poder por elección popular y medios constitucionales en toda la historia de Gambia desde la independencia del país del Reino Unido en 1965.
El 2 de diciembre, tras el anuncio de los resultados finales, Jammeh reconoció la derrota, sorprendiendo a un pueblo que había esperado que retuviera el poder. Estas elecciones fueron consideradas históricas por la BBC, afirmando que fue uno de los acontecimientos más importantes de la historia de la democracia en África Occidental. Los resultados finales revelaron que Barrow derrotó a Jammeh con el 43.3% de los votos, habiendo recibido el presidente saliente el 39.6%. Un tercer candidato, Mama Kandeh, obtuvo el 17.1%. Después de las elecciones, 19 presos políticos fueron liberados, incluyendo Ousainou Darboe, el líder del Partido Democrático Unificado, al cual pertenece Barrow. Se generalizó la celebración del resultado de la oposición, junto con cierta cautela acerca de si la transición se procedería sin incidentes.
El 9 de diciembre, sin embargo, Jammeh rechazó los resultados alegando "irregularidades inaceptables" y pidió una nueva elección. Tropas pro-gubernamentales se desplegaron por todo el país. El rechazo de los resultados por parte de Jammeh fue condenado por gran parte de la comunidad internacional. El 19 de enero de 2017, ante la negativa de Jammeh de entregar voluntariamente el poder, las tropas de la Comunidad Económica de Estados de África Occidental (CEDEAO), intervinieron militarmente el país, logrando forzar la dimisión de Jammeh un día más tarde.

## Antecedentes
El presidente titular de Gambia, Yahya Jammeh, asumió el cargo tras un golpe de Estado militar realizado el 22 de julio de 1994, ganando elecciones cuestionadas pero relativamente competitivas en 1996, 2001, 2006 y 2011. El golpe dirigido por Jammeh derrocó a Dawda Jawara, quien había ostentado la jefatura del estado de Gambia desde su conversión en república en 1970, y la jefatura del gobierno desde la propia independencia del país, en 1965, por lo que el país no había visto jamás una transición de poder pacífica y constitucional. Los veintidós años de gobierno de Jammeh se caracterizaron por la represión política, restricciones en la libertad de prensa, y muchas denuncias de violaciones a los derechos humanos. Jammeh también expresó opiniones erráticas e irracionales, y tomó medidas correspondientes, tales como pretender curar el VIH/sida y el cáncer mediante el uso de hierbas medicinales, realizar cacerías de brujas literales, declarar al país una República Islámica y perseguir violentamente a la comunidad LGBT. Tras su última victoria electoral, en 2011, expresó que, si Alá lo quisiera, gobernaría por "mil millones de años".

## Sistema electoral
El Presidente de Gambia es elegido en la primera ronda por pluralidad de votos para un mandato de cinco años.
En lugar de utilizar papeletas, las elecciones en Gambia se llevan a cabo usando canicas. Cada votante recibe una canica y la coloca en un tubo en la parte superior de un tambor sellado que corresponde al candidato favorito de ese votante. Los tambores de diferentes candidatos están pintados de diferentes colores correspondientes a la afiliación a un partido del candidato, y una foto del candidato se colocará en su correspondiente tambor. El sistema tiene las ventajas de bajo costo y simplicidad, tanto para la comprensión de cómo votar y para el recuento de los resultados. Se ha comprobado que el método tiene un porcentaje de error muy bajo.

## Candidatos y campañas

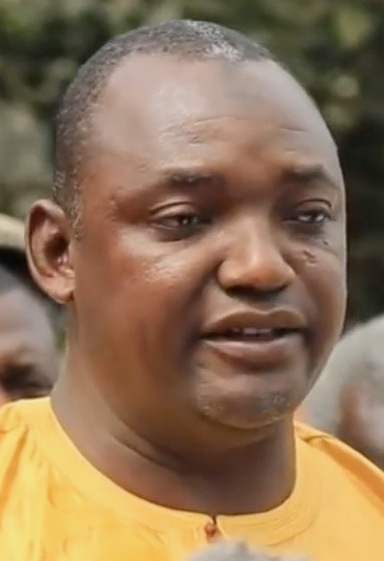
Adama Barrow fue nombrado candidato de la oposición tras el arresto de Ousainou Darboe, creándose la Coalición 2016, que tenía como objetivo sacar del poder a Jammeh electoralmente.

La comisión electoral registró tres organizaciones políticas y aceptó sus nominaciones como candidatos:
- El candidato del Congreso Democrático de Gambia (GDC), Mama Kandeh, fue aceptado el 7 de noviembre de 2016.
- El candidato a la Coalición 2016, Adama Barrow, fue aceptado el 10 de noviembre.
- El actual presidente, candidato de la Alianza para la Reorientación y la Construcción Patriótica (ARPC), Yahya Jammeh, fue aceptado el mismo día.

Una coalición de siete partidos de la oposición crearon la Coalición 2016: la Organización Democrática Popular por la Independencia y el Socialismo (PDOIS), el Partido de Reconciliación Nacional (PRN), el Congreso Moral de Gambia (CMG), el Partido Convención Nacional (PCN), el Partido Progresista del Pueblo (PPP), el Partido de Gambia por la Democracia y el Progreso (GPDP), y presentaron como candidato a Adama Barrow. Barrow había sido miembro de la UDP y había servido previamente como su tesorero. Con el fin de permitir que se postule como candidato independiente respaldado por la coalición, más que como un representante de la UDP, Barrow renunció oficialmente de ser miembro de la UDP antes de la elección.
Otros dos partidos políticos - el Movimiento de Acción Democrática Nacional (NDAM) y el Partido Demócrata de Gambia (PIB) - habían sido considerados para el reconocimiento en la elección, pero fueron descalificados por la Comisión de conformidad con las reglas establecidas para la elección, que incluye requisitos de residencia para los funcionarios del partido, el establecimiento de oficinas en las siete regiones administrativas de Gambia, y la presentación de registros contables auditados. El líder de la NDAM, Lamin Waa Juwara, también alentó la formación de una coalición para desbancar a Jammeh.
El período de dos semanas de las campañas oficiales de la elección fue pacífica, pero incluyó muchas de las grandes manifestaciones de los partidarios de Jammeh y los partidos de la oposición. Sin embargo, antes de las elecciones, se habían planteado preocupaciones acerca de que el gobierno decidiera tomar medidas enérgicas contra la oposición política e hiciera uso de los recursos del Estado y su dominio de los medios de comunicación para influir en el resultado. El presidente Jammeh había dicho que las protestas después de la elección no serían toleradas, diciendo: "En este país no se permiten las manifestaciones." Aplicaciones de mensajería móvil como WhatsApp y Viber fueron bloqueadas por las autoridades de Gambia en el período previo a la elección y, durante la misma, el acceso a internet y llamadas telefónicas internacionales también fueron prohibidos. A los observadores internacionales de la Unión Europea y de la Comunidad Económica de Estados de África Occidental se les prohibió entrar al país para supervisar las elecciones, pero a algunos observadores de la Unión Africana se les permitió el acceso.
Durante su campaña, Adama Barrow, un hombre de negocios de bienes raíces que no habían tenido previamente ningún cargo político, dijo que, de ser elegido, establecería un gobierno de transición temporal formado por miembros de la coalición opositora, y prometió que renunciaría a la presidencia pasados tres años. También se refirió a Jammeh como "dictador sin alma", prometiendo revertir las actuaciones erráticas del mandatario, regresar a Gambia a la Mancomunidad de Naciones, y detener la salida del país de la Corte Penal Internacional. Hizo hincapié a establecer un Poder Judicial independiente y limitar el período presidencial a dos mandatos.
El único partido de la oposición no reconocido en la coalición, el Congreso Democrático de Gambia (GDC), envió a su propio candidato - Mama Kandeh, exdiputado del partido gobernante APRC que había sido expulsado del mismo. El GDC era el partido político más joven de Gambia. Se formó en el verano de 2016 por Kandeh junto con algunos otros antiguos miembros y partidarios de la APRC. Tras ganar algo de apoyo popular, inició los debates para ingresar en la Coalición, pero finalmente no entró debido a algunas discrepancias y las negociaciones se rompieron. Algunos opositores acusaron al GDC de intentar dividir a la oposición para que Jammeh ganara.

## Resultados
El 2 de diciembre, antes de que los resultados finales fueran dados a conocer, Jammeh admitió la derrota y reconoció a Barrow como Presidente electo del país. Inicialmente, Jammeh llamó a Barrow ese mismo día para felicitarlo por su victoria, afirmando que "no tenía ninguna mala voluntad", e incluso le ofreció a ayudarlo a organizar el período de transición. BBC dijo que el resultado fue una "gran sorpresa", ya que la mayoría habían esperado Jammeh haría lo que fuera necesario para conservar el poder. Posteriormente, el 5 de diciembre, la Comisión Electoral anunció que hubo algunos errores, reduciendo la victoria de Barrow de un margen del 8,8% al 3,7%, pero sin modificar el resultado de la elección.
|  | 43.29 % |

|  | 39.64 % |

|  | 17.07 % |

|  | 100 % |

|  | 59.33 % |

### Por división
| División      | División      |                             |                             |                   |                   |                 |                 |
| ------------- | ------------- | --------------------------- | --------------------------- | ----------------- | ----------------- | --------------- | --------------- |
| División      | División      |                             |                             |                   |                   |                 |                 |
| División      | División      | Adama Barrow Coalición 2016 | Adama Barrow Coalición 2016 | Yahya Jammeh APRC | Yahya Jammeh APRC | Mama Kandeh GDC | Mama Kandeh GDC |
| División      | División      | Votos                       | %                           | Votos             | %                 | Votos           | %               |
| Banjul        | Banjul        | 6.639                       | 49.65%                      | 5.704             | 42.66%            | 1.028           | 7.69%           |
| Kanifing      | Kanifing      | 56.107                      | 50.05%                      | 44.873            | 40.03%            | 11.127          | 9.93%           |
| Western       | Western       | 74.823                      | 43.16%                      | 76.880            | 44.35%            | 21.656          | 12.49%          |
| North Bank    | North Bank    | 23.346                      | 36.65%                      | 18.316            | 28.75%            | 22.039          | 34.60%          |
| Lower River   | Lower River   | 16.476                      | 55.81%                      | 7.996             | 27.09%            | 5.048           | 17.10%          |
| Central River | Central River | 22.215                      | 31.72%                      | 30.228            | 43.17%            | 17.581          | 25.11%          |
| Upper River   | Upper River   | 28.102                      | 43.99%                      | 24.490            | 38.34%            | 11.289          | 17.67%          |
| Fuente: IEC   |               |                             |                             |                   |                   |                 |                 |

## Reacciones

### Aceptación inicial
Los partidarios de la oposición celebraron la victoria, y se vieron sorprendidos cuando Jammeh aceptó la derrota. Miles salieron a las calles de la capital, Banjul, a festejar. Sin embargo, algunos expresaron cautela acerca de lo que podría hacer Jammeh a continuación, sugiriendo que podría tratar de retener el poder. Un hombre de negocios dijo "solamente lo creeré cuando lo vea salir de casa de gobierno. Él todavía controla el ejército, y los altos mandos son su familia". Pocos días después de la elección, 19 presos políticos opositores fueron liberados, incluyendo el líder opositor Ousainou Darboe. Darboe había sido detenido en abril de 2016 y condenado a tres años de prisión, y su detención se había llevado a la candidatura de Barrow.
Entrevistado poco después de la elección, Barrow agradeció al pueblo de Gambia, incluidos los que estaban exiliados, y les pidió que dejen de lado sus diferencias y trabajaran juntos por el desarrollo de su país. Dijo "Sé que los gambianos tienen prisa, pero no todo va a ser alcanzado en un día. Por lo tanto, hago un llamamiento a todos los gambianos y a todos los amigos de Gambia a unirse a nosotros y ayudar a mover este gran país adelante. Yo no quiero que este cambio de régimen sea un mero cambio. Quiero que se sienta y se vea en el bienestar del país y de todos los gambianos. Pido a todos los gambianos ayudarnos a hacer a Gambia grande otra vez".
Barrow expresó su intención de centrarse en el sector agricultor. Él dijo: "No tenemos minerales aquí. La columna vertebral de este país es la agricultura... Bajo el gobierno del presidente Yahya, todos los centros de cultivo se derrumbaron por completo y ya no existen." Cuando se le preguntó sobre sus planes para la reforma judicial, dijo "Queremos un sistema judicial libre e independiente para que nadie puede influir en el poder judicial. Vamos a hacer entrar en vigor leyes para proteger a las personas que ejecutan nuestro sistema judicial. Tendrán la seguridad laboral, e independencia. Vamos a reducir los poderes del presidente".

### Jammeh rechaza los resultados
El 9 de diciembre, tras conocerse una corrección de la Comisión Electoral de los datos, Jammeh apareció en la televisión estatal de Gambia anunciando que no cedería el poder tras detectarse irregularidades que, sin embargo, no cambiaban el hecho de su derrota.  Representantes de países de la CEDEAO como Nigeria, Ghana, Liberia y Sierra Leona viajaron a Gambia en diciembre para intentar convencer a Jammeh de que abandonara el poder, pero la misión terminó entonces sin resultados. La CEDEAO anunció entonces que enviaría tropas si el actual presidente se niega a ceder el poder al candidato vencedor. Además de este organismo regional, la ONU, Estados Unidos, la Unión Europea y la Unión Africana han pedido a Jammeh que acepte los resultados y garantice una transición pacífica.
El 1 de enero de 2017 Jammeh mantenía su posición de no ceder el poder y dijo que consideraba una "declaración de guerra" el anuncio de envío de tropas por parte de la CEDEAO. Finalmente, el 19 de enero, las tropas de la CEDEAO intervinieron el país, obligando a Jammeh a partir al exilio en Guinea Ecuatorial. Barrow fue juramentado en Dakar, capital de Senegal, durante la intervención militar, y posteriormente regresó a su país para iniciar su mandato el 26 de enero.